# Ouragan Alex (2010)
Pour les articles homonymes, voir Cyclone tropical Alex.
L'Ouragan Alex a été le premier cyclone tropical lors de la saison cyclonique 2010 dans l'océan Atlantique nord. Il s'est formé le 25 juin 2010 dans la mer des Caraïbes et a frappé le Belize en tant que tempête tropicale. Vers le 30 juin, lors de son passage au-dessus du Golfe du Mexique, Alex s'est développé en ouragan. Il a causé la mort de 33 personnes.
Alex est le premier ouragan à s'être formé en juin depuis l'ouragan Allison en 1995, le plus puissant en matière de vitesse du vent depuis l'ouragan Alma en 1966. Avec 947 HPa il est l'ouragan le plus intense après l'ouragan Audrey en 1957. Il est donc le deuxième ouragan le plus intense, en juin, de l'Atlantique.